# Angèle Bandou
Angèle Bandou, morte le 26 août 2004, est une femme politique de la République du Congo. Elle a été la fondatrice et présidente du Parti des Pauvres. Elle a été également la seule femme candidate à l'élection présidentielle congolaise de 1992 et à l'élection présidentielle de 2002 , où elle a terminé troisième.  Elle a été assassinée en 2004.

## Parcours politique
Angèle Bandou est initialement une couturière, faisant preuve d'un certain mysticisme religieux. La politique, dit-elle est un appel de Dieu. Elle fonde en 1991 un Rassemblement des pauvres et des sans-emploi qui deviendra ultérieurement, en 1996, le Parti des Pauvres .  En 1991, la République du Congo est encore désignée République populaire du Congo, et le parti unique au pouvoir, le Parti congolais du travail, est d'inspiration marxiste. Mais les tensions et les émeutes contraignent le régime à une transition vers une démocratie et le multipartisme. Elle est candidate à l'élection présidentielle de 1992 mais recueille moins d'un pour cent des votes.
Elle tente de se présenter à nouveau aux élections de 1997, mais ces élections n'ont pas lieu, à cause de la  guerre civile qui éclate dans le pays. Elle se présente finalement à l'élection présidentielle de 2002 et fait partie des dix candidats. Elle reçoit 27 849 votes (2,32% des votes) et termine à la troisième place, derrière Joseph Kignoumbi Kia Mboungou, de l'Union panafricaine pour la Démocratie Sociale (33 154 voix, 2,76%) et le président sortant, Denis Sassou Nguesso pour le Parti Congolais du Travail (1 075 247 voix, 89,41 pour cent),,.
Dans une interview en 1997, elle met notamment l'accent sur le travail des jeunes, sur l'amélioration de l'éducation, ainsi que sur la participation des femmes à la vie politique, tout en admettant que « la façon dont la politique est menée en Afrique fait peur aux femmes . [...] Je dois avouer que si Dieu ne m'avait donné cette mission, je n'aurais pas osé l'exécuter. ».
Le 26 août 2004, Angéle Bandou est assassinée par des inconnus à son domicile,,. Selon certaines rumeurs, ce meurtre aurait été commis à la demande du Président Denis Sassou Nguesso.